# Daniel Pio Dal Barba
Daniel Pio Dal Barba (Verona (Vèneto), 5 de maig, 1715 — Idem. 26 de juliol, 1801), va ser un compositor, violinista, cantant i poeta italià.

## BiografiA
Daniel Barba va ser el quart fill d'un hostaler i va aconseguir fama local a la zona del Vèneto. El 1744, la seva òpera Il Tigrane es va estrenar amb cert èxit, i durant diversos anys després va actuar a l'escenari com a tenor.

## Enregistraments seleccionats
- Messa da Morto breve (Rèquiem), Coro Istituzione Armonica, Ensemble Il Narvalo, Alberto Turco 2022
- Sonates per a violí - Valerio Losito, Federico Del Sordo, Diego Leverić, Cecilia Medi, Andrea Lattarulo, Carlo Calegari. Data de presentació: 28. 12. 2022